# Ryuichi Dogaki
Ryuichi Dogaki (堂柿 龍一 Dogaki Ryuichi?), född 8 januari 1988 i Osaka prefektur, är en japansk före detta fotbollsspelare.
Dogaki började sin karriär 2006 i Cerezo Osaka. Efter Cerezo Osaka spelade han för Banditonce Kakogawa. Han avslutade karriären 2014.